# 大垣市安八郡安八町組合立東安中学校
大垣市安八郡安八町組合立東安中学校（おおがきしあんぱちぐんあんぱちちょうがっこうくみあいりつ とうあんちゅうがっこう）は岐阜県安八郡安八町東結にある大垣市と安八町による一部事務組合立の中学校である。

## 校訓
- 自主・連帯

## 学校の教育目標
- 心豊かでたくましい生徒の育成

## 沿革

### 年表
- 1947年（昭和22年）4月1日 - 安八郡墨俣町と安八郡結村で学校組合を結成。安八郡墨俣町結村学校組合立東安中学校として開校。墨俣町立墨俣小学校の校舎の一部を仮校舎とする。
- 1948年（昭和23年）10月6日 - 墨俣小学校敷地内に新校舎が完成。
- 1952年（昭和27年）8月1日 - 現在地に移転。
- 1953年（昭和28年）3月19日 - 校舎（木造）が全て完成し、落成式を行う。
- 1955年（昭和30年）4月1日 - 結村、名森村、牧村が合併し安八村を設置。同時に安八郡墨俣町安八村学校組合立東安中学校に変更する。
- 1960年（昭和35年）4月1日 - 安八村が町制施行し、安八町とする。同時に安八郡墨俣町安八町学校組合立東安中学校に変更する。
- 1976年（昭和51年）
  - 8月20日 - 新校舎（鉄筋コンクリート造2階建）が完成する。
  - 9月9日 - 台風17号の影響による豪雨により臨時休校。翌10日に新校舎の竣工式の予定だったが、中止となる。
  - 9月12日 - 安八町の長良川堤防が決壊（9.12水害）により校舎の1階まで水没。2階以上は避難場所となる。
- 2002年（平成14年） - 7月から10月にかけて耐震大規模改修が行われる。
- 2006年（平成18年）3月27日 - 墨俣町が大垣市に編入される。同時に大垣市安八郡安八町組合立東安中学校に変更する。
- 2007年（平成19年）3月30日 - プールが完成。
- 2008年（平成20年）10月 - 3年昇降口の前に竹が植えられる。（5本）
- 2009年（平成21年）12月 - 薄型テレビが全教室に設置される。
- 2010年（平成22年）9月 - ウォータークーラが、3個になる（場所：体育館入口・3階EV近く・4階EV近く）
- 2011年（平成23年） - 扇風機が各教室に設置される。体育館屋根の補修作業が行われる。

## 主な行事
- 4月 - 入学式、始業式、対面式
- 5月 - 郡上研修（1年）、福井県神子研修（2年）
- 6月 - 修学旅行（3年）、合唱交流会
- 9月 - 体育祭
- 10月 - 文化祭
- 11月 - 東安連合音楽会（2年）、 職場体験学習（2年）
- 2月 - 伝統を引き継ぐ会
- 3月 - 卒業式、修了式、離任式

## 部活動
- 野球部（男子）
- サッカー部（男女混合）
- バレー部（女子）
- バスケットボール部（男・女）
- 卓球部（男・女）
- 剣道部（男女混合）
- 吹奏楽部（男女混合）
- 美術部（男女混合）

## 委員会
- 執行部
- 学習委員会
- 文化委員会
- 環境委員会
- 衛生委員会
- 合唱委員会
- 学年委員会（学級委員・班長の組織）
- 教科係（国語・数学・英語・理科・社会・音楽・保健体育・技術家庭・美術）

## 国際交流
- クロウズネスト・パス（カナダ アルバータ州）
2000年4月25日友好都市提携

## 通学区域

### 大垣市側
大垣市側の通学区域は旧墨俣町の区域の全域となっており、大垣市墨俣町墨俣、墨俣町上宿、墨俣町二ツ木、墨俣町先入方、墨俣町さい川の全域に当たる。

### 安八町側
安八町側の通学区域は安八町のうち、東結、西結の全域にあたる。

## 進学前小学校
- 大垣市立墨俣小学校
- 安八町立結小学校

## 交通アクセス
- 名阪近鉄バス岐垣線「東安中前」バス停より徒歩約5分。

## 関係者

### 出身者
- 石原慶幸（プロ野球選手）
- 三輪芳美（競泳選手）
- イシコ（エッセイスト、旅行作家、パフォーマンスアーティスト）